# Uşak Sportif
L'Uşak Sportif (noto sino al 2012 come Uşak Üniversitesi Belediyespor) è una società di pallacanestro avente sede ad Uşak, in Turchia. Fondata nel 2006, milita nel massimo campionato turco.
Disputa le partite interne nella Uşak Atatürk Sport Hall, che ha una capienza di 1.650 spettatori.

## Roster 2017-2018
Aggiornato al 16 aprile 2018.
|    | Naz.                                         | Ruolo | Sportivo          | Anno | Alt. | Peso | Note |
| -- | -------------------------------------------- | ----- | ----------------- | ---- | ---- | ---- | ---- |
| 2  | Stati Uniti (bandiera)                       | AG    | Richard Solomon   | 1992 | 211  | 107  |      |
| 3  | Stati Uniti (bandiera)                       | P     | C.J. Watson       | 1984 | 188  | 81   |      |
| 8  | Turchia (bandiera)                           | P     | Şafak Edge        | 1992 | 188  | 84   |      |
| 11 | Stati Uniti (bandiera) · Bulgaria (bandiera) | P     | Earl Calloway     | 1983 | 190  | 76   |      |
| 15 | Turchia (bandiera)                           | G     | Tayfun Erülkü     | 1994 | 192  | 88   |      |
| 17 | Stati Uniti (bandiera)                       | C     | Jackie Carmichael | 1990 | 206  | 109  |      |
| 20 | Stati Uniti (bandiera) · Nigeria (bandiera)  | AG    | Ike Ofoegbu       | 1984 | 205  | 102  |      |
| 21 | Francia (bandiera)                           | C     | Murat Kozan       | 1993 | 206  |      |      |
| 32 | Stati Uniti (bandiera)                       | A     | Isaiah Miles      | 1994 | 201  | 103  |      |

### Staff tecnico
| Allenatore: | Ozan Bulkaz         |
| Assistente: | Batuhan Aybars Aksu |